# 小行星22545
小行星22545（22545 Brittrusso）是一颗绕太阳运转的小行星，为主小行星带小行星。该小行星于1998年3月24日发现。

## 轨道参数
小行星22545的轨道半长轴为2.2607606 UA，离心率为0.089。